# Эффект Ханта
Эффект Ханта или эффект зависимости яркости от красочности заключается в увеличении насыщенности цвета с увеличением яркости. Эффект был впервые описан R. W. G. Хантом в 1952 году.
Хант отметил, что этот эффект возникает при низких уровнях освещенности. При более высокой освещенности он отметил смещение оттенка цветов в сторону более синего при более высокой освещенности, что сегодня известно как эффект Бецольда-Брюкке. Эффект Ханта связан с эффектом Гельмгольца-Кольрауша, когда частично обесцвеченный стимул воспринимается ярче, чем полностью насыщенный или ахроматический стимул.